# Розчинність газу у воді
Розчи́нність га́зу у воді́ (рос. растворимость газа в воде; англ. water solubility of gas, нім. Gaslöslichkeit f im Wasser) — здатність газу при контактуванні з водою розчинятися в ній, досягаючи з розчином рівноважного стану. Зі збільшенням тиску розчинність газу у воді (і будь-якій рідині) збільшується, причому при високих тисках існує екстремум-максимум розчинності. З ростом температури розчинність газу у воді зменшується.